# Classe no 19 (dragueur de mines)
La Classe N° 19 est la dernière classe de dragueurs de mines de la Marine impériale japonaise. 70 navires de lutte anti-sous-marine avaient été prévus, mais seulement 17 seront achevés entre 1940 et 1944 d'après le plan de Maru 4 (4th Naval Armaments Supplement Programme en anglais).

## Conception
Le Projet 14B prévoit un modèle amélioré de la Classe N° 7.

## Les unités
- N° 19 (Tōkyō Ishikawajima Shipyard - 31 mai 1941) : coulé le 10 décembre 1941
- N° 20 (Tōkyō Ishikawajima Shipyard - 15 décembre 1941) : coulé le 5 mai 1945
- N° 21 (Harima Shipyards - 29 juin 1942) : retiré du service le 25 octobre 1945
- N° 22 (Tōkyō Ishikawajima Shipyard - 31 juillet 1942) : coulé le 11 novembre 1944
- N° 23 (Tōkyō Ishikawajima Shipyard - 31 mars 1943) : retiré du service le 30 novembre 1945
- N° 24 (Harima Shipyards - 25 janvier 1943) : coulé le 15 juillet 1945
- N° 25 (Arsenal naval de Kure - 30 avril 1943) : coulé le 4 juillet 1944
- N° 26 (Mitsubishi Heavy Industries Yokohama - 31 mars 1943) : coulé le 17 février 1944
- N° 27 ((Harima Shipyards - 31 juillet 1943) : coulé le 10 juillet 1945
- N° 28 (Arsenal naval de Kure - 28 juin 1943) : coulé le 29 août 1944
- N° 29 (Tōkyō Ishikawajima Shipyard - 22 octobre 1943) : coulé le 7 mai 1945
- N° 30 (Tōkyō Ishikawajima Shipyard - 5 février 1944) : coulé le 11 novembre 1944
- N° 33 (Mitsubishi Heavy Industries Yokohama - 31 juillet 1943) : coulé le 9 août 1945
- N° 34 (Tōkyō Ishikawajima Shipyard - 29 mai 1944) : coulé le 21 mai 1945
- N° 38 (Chantiers navals Fujinagata  - 10 juin 1944) : coulé le 19 novembre 1944
- N° 39 ((Harima Shipyards - 27 mai 1944) : coulé le 20 juillet 1945
- N° 41 (Chantiers navals Fujinagata  - 17 juillet 1944) : coulé le 4 janvier 1945